# 薛瓘
薛瓘（？—671年），一作薛曜，河東郡汾陰縣人，出自河東薛氏西祖第三房。唐朝官員，襲封河東縣開國侯。

## 生平
貞觀十八年（644年），城陽公主之夫杜荷因李承案被處決。城陽公主改嫁薛瓘，婚前算命，繇曰：“二火皆食，始同榮，末同戚，請晝昏則吉。”麟德初年（664年），薛瓘歷任左奉宸衛將軍。因為城陽公主牽涉到巫蠱案件中，薛瓘被貶為房州刺史，城陽公主隨薛瓘一起離開長安赴任。咸亨中，薛瓘夫婦死於房州，城陽公主於咸亨二年（671年）五月十六日逝世，雙柩還京師。

## 家庭

### 祖父
- 薛德充，隋朝齐王属、海徐相三州刺史、河東縣開國侯

### 父亲
- 薛懷昱，唐朝饒州刺史、右常侍、河東縣開國侯[2]。

### 子孫
- 長子：薛顗，母城陽公主，濟州刺史，襲封河東縣開國侯，因響應琅邪王李沖起兵被殺。
- 次子：薛緒，母不详，中散大夫、尚舍奉御，封翼城縣開國男，追贈使持節、隰州諸軍事、隰州刺史。
  - 孫：薛崇允（684年－738年），遊騎將軍、守左衛勳一府中郎將、上柱國，襲封翼城縣開國男。
    - 曾孫：薛回
      - 玄孫：薛景先，左金吾大將軍[3]。

    - 曾孫：薛因
    - 曾孫：薛固[2]
- 三子：薛紹，母城陽公主，娶太平公主，因薛顗被牽連，餓死獄中。